# Psychotria talbotii
Psychotria talbotii är en måreväxtart som beskrevs av Herbert Fuller Wernham. Psychotria talbotii ingår i släktet Psychotria och familjen måreväxter. Inga underarter finns listade i Catalogue of Life.